# Maidenhead United FC
Maidenhead United FC är en engelsk fotbollsklubb i Maidenhead, grundad 1870. Hemmamatcherna spelas på York Road. Smeknamnet är The Magpies.

## Historia

### Grundandet, Southern League m.m.
Klubben grundades i oktober 1870 under namnet Maidenhead FC. Den första matchen spelades i december samma år mot Windsor Home Park på en plan nära Themsen. Den 16 februari 1871 spelade man sin första match på York Road mot Marlow. Planen, som innan varit en cricketplan från det sena 1700-talet, är nu officiellt erkänd som den äldsta kontinuerligt använda fotbollsplanen i hela världen. Den slår Northwich Victorias gamla anspråk med flera år.
Klubben var en av de 15 som var med i den allra första FA-cupen, som ägde rum 1871/72. Säsongen efter nådde man fjärde omgången men förlorade mot Oxford University. 1878 var Maidenhead med i den första Berks & Bucks Senior Cup och 1893 i den första FA Amateur Cup.
Maidenhead var med och grundade Southern Football League 1894, men att tävla mot klubbar som Watford, Brentford, Fulham och Brighton visade sig vara för svårt och de flyttade till West Berkshire League, som de vann, och Berks & Bucks League, som de kom sist i. 1904 gick de med i Great Western Suburban League.
En annan klubb kallad Maidenhead Norfolkians (grundad 1884) var under tiden framgångsrika i South Bucks & East Berks League innan de också gick med i West Berkshire League och Berks & Bucks League. 1904 gjorde de Maidenhead sällskap i Great Western Suburban League.

### Mellan krigen
Efter första världskriget gick de två klubbarna ihop. Framgångarna lät inte vänta på sig och de vann Great Western League med detsamma. 1920 ändrade de namnet till Maidenhead United FC och två år senare gick de med i Spartan League, som de kom att vinna tre gånger under de 19 år de spelade i ligan. Säsongen 1929/30 lyckades Jack Palethorpe göra 65 mål på 39 matcher och det är fortfarande klubbrekord. Han gick senare till Sheffield Wednesday och gjorde mål i finalen när Wednesday vann FA-cupen 1935. 1936 lyckades Maidenhead United nå semifinal i FA Amateur Cup, men Ilford vann matchen med 4–1.

### Efter andra världskriget
När andra världskriget var slut gick klubben med i Corinthian League, som man vann tre gånger mellan 1956 och 1962. 1963 kom de att hamna i Athenian League (då Corinthian League tillsammans med Delphian League absorberades), där de spelade till 1973 då de valdes in i Isthmian Leagues nya Second Division (som bytte namn till Division One 1977/78). De spelade i den till 1987 när de för första gången i klubbens historia blev degraderade. De spelade fyra säsonger i Isthmian League Division Two innan de lyckades ta sig tillbaka till Division One. Säsongen 1999/00 lyckades man ta sig upp i Premier Division, där man spelade fyra säsonger fram till 2004 när Football Association (FA) gjorde en omfattande omstrukturering av National League System (NLS) och skapade två nya regionala divisioner i Football Conference. Maidenhead hamnade tillräckligt högt upp i Isthmian League Premier Division för att flyttas upp i den nystartade Conference South. Det blev bara två säsonger i Conference South innan man degraderades till Southern Football League Premier Division.

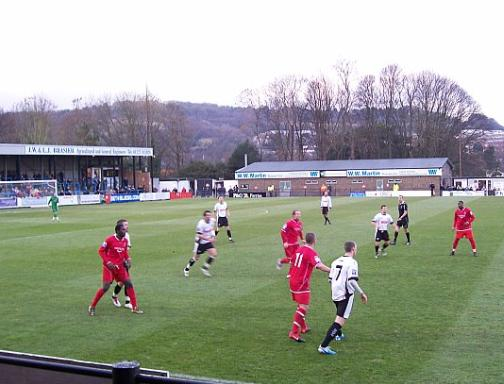
Maidenhead United (i rött) mot Dover Athletic i december 2010.

Det var 102 år sedan klubben spelade i Southern Football League och första halvan av säsongen var inte så lyckosam. Den andra blev desto bättre med bara två förluster på de 14 sista matcherna och man slutade därmed på en fjärdeplats och tog sig till kvalspel. Vinsterna fortsatte i kvalet och man var därmed tillbaka i Conference South bara ett år efter degraderingen.
Säsongen 2016/17 lyckades man vinna divisionen, som då bytt namn till National League South, och blev uppflyttad till National League, klubbens högsta ligaposition i modern tid.

## Meriter

### Liga
- National League South (nivå 6): Mästare 2016/17
- Corinthian League: Mästare 1957/58, 1960/61, 1961/62
- Spartan League: Mästare 1926/27, 1931/32, 1933/34
- West Berkshire League: Mästare 1902/03

### Cup
- Isthmian League Full Members Cup: Mästare  1996/97
- Corinthian League Memorial Shield: Mästare 1956/57, 1961/62
- Berks & Bucks Senior Cup: Mästare 1894/95, 1895/96, 1911/12, 1927/28, 1929/30, 1930/31, 1931/32, 1938/39, 1945/46, 1955/56, 1956/57, 1960/61, 1962/63, 1965/66, 1969/70, 1997/98, 1998/99, 2001/02, 2002/03, 2009/10, 2014/15, 2016/17